# Colias hyperborea
Colias hyperborea är en fjärilsart som beskrevs av Grum-grshimailo 1899. Colias hyperborea ingår i släktet Colias och familjen vitfjärilar. Inga underarter finns listade i Catalogue of Life.